# Marianne Maurer
Marianne Maurer, geborene Redelberger (* 12. März 1903 in Cannstatt; † 2. August 1995 in Stuttgart) war eine deutsche Politikerin (CDU).

## Leben
Nach dem Besuch des Mädchengymnasiums nahm Maurer ein Studium der Medizin auf, das sie aber aus gesundheitlichen Gründen nach dem Vorexamen abbrach. Sie heiratete 1929  Hermann Maurer, Stuttgarter Stadtrat und Geschäftsführer des Evangelischen Hilfswerks, mit dem sie vier Kinder hatte. In den folgenden Jahren widmete sie sich als Hausfrau und Mutter ihrer Familie, mit der sie in Stuttgart lebte. Zum 25. Juni 1935 trat sie der NS-Frauenschaft bei (Mitgliedsnummer 2.495.996).
Maurer war bereits während ihrer Schulzeit in der evangelischen Jugendbewegung aktiv. Seit 1945 war sie Mitglied des Evangelischen Frauenbundes und Vorsitzende des Ortsverbandes Cannstatt. Des Weiteren war sie Mitglied des Gesamtkirchengemeinderates in Bad Cannstatt, Mitglied des Ausschusses für Frauenarbeit der Evangelischen Landeskirche in Württemberg und Mitglied im Landesvorstand des Deutschen Familienverbandes.
Maurer trat 1949 in die CDU ein. Bei der Landtagswahl 1956 wurde sie über ein Zweitmandat des Wahlkreises Stuttgart III in den Landtag von Baden-Württemberg gewählt, dem sie bis 1960 angehörte. Ihr parlamentarischer Schwerpunkt lag in der Sozial-, Bildungs-, Kultur- und Frauenpolitik.